# Konstantin Konstantinovitj av Ryssland
Konstantin Konstantinovitj av Ryssland, född 1891, död 1918, var en rysk furste. Han var son till Konstantin Konstantinovitj, sonson till tsar Nikolaj I av Ryssland. Han arresterades under ryska revolutionen och avrättades i Alapajevsk. Han räknas till martyrerna i Alapajevsk.